# Oblężenie Jerozolimy (70)
Oblężenie Jerozolimy – jeden z decydujących epizodów pierwszego powstania żydowskiego (66-73). Trwało od 10 maja do 26 września 70 r.
Armia rzymska pod wodzą przyszłego cesarza Tytusa Flawiusza i prokuratora Tyberiusza Juliusza Aleksandra obległa znajdującą się pod kontrolą Żydów od 66 roku n.e. Jerozolimę. Po trwającym od lutego oblężeniu wojskom rzymskim udało się w maju pokonać dwie z trzech linii murów miejskich, a w lipcu zdobyć Twierdzę Antonia. Wkrótce potem spłonęła Druga Świątynia, a wraz z nią spora część gęstej zabudowy śródmieścia. Ostatnie punkty oporu na Wzgórzu Świątynnym broniły się do sierpnia. Wraz z upadkiem Jerozolimy szala zwycięstwa przechyliła się na stronę Rzymian, choć Masada, ostatni izolowany punkt oporu, padła dopiero w 73 n.e.
W wyniku walk i złupienia miasta Jerozolima została zniszczona, a spora część jej mieszkańców została wymordowana. Zniszczenie świątyni do dziś upamiętnia żydowskie święto Tisza be-Aw. Jedną z pamiątek oblężenia jest Łuk Tytusa zbudowany w Rzymie dla uczczenia zdobycia Jerozolimy.

## Początek oblężenia
Armia powstańcza zgromadzona w Jerozolimie podlegała trzem różnym dowódcom. Eleazar, syn Szymona, zajmował samą Świątynię i jej wewnętrzne pomieszczenie. Jan z Gischali panował nad dziedzińcami zewnętrznymi, oblegając Eleazara, sam z kolei był oblężony przez Szymona bar Giora, który praktycznie zajmował całe miasto. Poszczególne stronnictwa powstańców odnosiły się do siebie wrogo, żywiąc ciągłą obawę zarówno przed atakiem ze strony pozostałych grup, jak i przed Rzymianami.
Największą tragedią dla oblężonych, w tym przede wszystkim dla ludności cywilnej, miał się okazać brak żywności. Zgromadzony prowiant został spalony jeszcze przed oblężeniem w trakcie walk między skłóconymi frakcjami. W tych magazynach, w których jeszcze było jedzenie, straż miała wydawać je tylko walczącym.
Tytus maszerując na Jerozolimę rozbił obóz w Gibea, w odległości 5 kilometrów na północ od miasta. Następnie wyruszył na rekonesans aż pod mury stolicy. Eskorta konnicy, zatrzymana przez wąwozy i mury ogrodów, została odcięta od wodza, który jedynie sile swojego konia zawdzięczał ocalenie przed nagłym atakiem Żydów.
Chcąc jak najszybciej zakończyć oblężenie, Tytus powierzył Józefowi Flawiuszowi skłonienie powstańców do poddania się. Był on wziętym do niewoli dawnym dowódcą obrony Jotapaty, a obecnie już praktycznie obywatelem Rzymu. Jednakże powstańcy nie chcieli z nim rozmawiać, a nawet pozorując chęć rozmowy, podstępem zwabili żołnierzy rzymskich pod mury i tam ich zaatakowali, zadając znaczne straty. Przy kolejnej próbie Józef razem z pewnym Rzymianinem podjechali pod mury i rozpoczęli rozmowę, jednakże reakcją było wystrzelenie z łuku strzały, która trafiła towarzysza Józefa.

## Zdobycie muru zewnętrznego
Pierwszym krokiem zmierzającym do zdobycia miasta było przygotowanie terenu i budowa wałów, na których miano umieścić machiny oblężnicze. Teren wokół Jerozolimy Rzymianie oczyścili z sadów, pól uprawnych, gajów i urządzeń nawadniających, co miało być wstępem do zniszczenia infrastruktury rolnej. W tym samym czasie bojownicy Szymona przeprowadzali wypady na Rzymian. Podczas jednego z nich omal nie wzięto Tytusa do niewoli, gdy ten został odcięty od eskorty przy wałach północnych. Powstańcy uznali to za dobrą wróżbę dla swoich działań. Żydzi próbowali także wykorzystać machiny bojowe zdobyte na Rzymianach w czasie wyprawy Cestiusa Gallusa na Jerozolimę w 66, jednak brak przeszkolonej obsługi spowodował początkowo mierne rezultaty prowadzonego obstrzału pozycji rzymskich. Niemniej w wyniku użycia tych machin oblegający ponosili dotkliwe straty. Po zbudowaniu odpowiednich umocnień Rzymianie podprowadzili pod mury wieże oblężnicze oraz tarany. Obrońcy natomiast obsadzili mur dookoła i zaczęli miotać pociski oraz grupami wypadać na obsługujących owe machiny. Zaistniałe zagrożenie doprowadziło do pojednania się Szymona z Janem, jednak ich połączone oddziały nie mogły rozerwać groźnej obręczy. Po piętnastu dniach oblężenia, 25 maja 70, zrobiono wyłom w murze zewnętrznym, Żydzi wycofali się więc za drugi. Na zdobytym terenie Tytus rozbił swój obóz i oblężenie zaczęło się od nowa.

## Upadek drugiego muru

Zdobywanie Jerozolimy przez Rzymian

Rzymianie po opanowaniu Nowego Miasta natychmiast rozpoczęli szturm na drugi mur, który był dzielnie broniony przez wszystkie ugrupowania żydowskie. Żołnierze Jana i zeloci Eleazara obsadzili krużganki Świątyni i zamek Antonia, natomiast resztę drugiego muru zajęły oddziały Szymona. Po nieustannych atakach przy pomocy taranów, w piątym dniu walki (30 maja) drugi mur został przełamany, a jego obrońcy odparci. Prawdopodobnie chcąc jak najszybciej dojść do ostatniego już muru, Rzymianie tym razem zaniechali burzenia całego muru i niszczenia gęstej zabudowy zajmowanej dzielnicy. Utworzone naprędce przez Żydów oddziały szturmowe ruszyły do ataku na wkraczających Rzymian. W walkach ulicznych okazali się skuteczniejsi i udało im się wyprzeć najeźdźców poza drugi mur. Sprzyjała im przy tym znajomość terenu. Tytus nakazał więc ponowić atak, odzyskując straconą pozycję oraz rozbić mur, począwszy od zrobionego w nim wyłomu aż do twierdzy Antonii. W wyniku systematycznego niszczenie zabudowy wewnątrz murów całe Nowe Miasto przestało istnieć. Po zdobyciu drugiego muru Tytus ponownie zagwarantował amnestię powstańcom, która została odrzucona. Nieco później Tytus przestał przyjmować zbiegów, gdyż ci zatruwali wodę w obozie rzymskim i zabijali pojedynczych żołnierzy.

## Oblężenie zamku Antonii
Następnie Tytus całą swą armię podzielił na dwie grupy. Pierwsza z nich otrzymała zadanie zdobycia twierdzy Antonia i poprzez nią Świątyni, druga natomiast miała skruszyć mur od strony zachodniej i zająć Górne Miasto. Atak na Antonię rozpoczął się pięć dni po zdobyciu drugiego muru. Szykującym się do szturmu na zamek przeszkadzali w pracy zeloci i bojownicy Jana z Gischali, natomiast budujących wały od strony zachodniej nękali podwładni Szymona i Idumejczycy. Powstańcy coraz częściej zaczęli używać machin miotających, którymi nauczyli się skutecznie posługiwać. 16 lipca cztery nasypy były gotowe i Rzymianie mogli w końcu rozpocząć atak. Jednakże podkop Jana od strony fortecy spowodował zawalenie się nasypów, a dwa dni później wypad Szymona dotarł jeszcze dalej, dzięki czemu udało im się podpalić rzymskie machiny. Nie spowodowało to cofnięcia się Rzymian, ale znacznie obniżyło ich morale.

## Głód mieszkańców
Wówczas Tytus, po naradzie z podległymi mu dowódcami, podjął decyzję otoczenia miasta murem, który miał skuteczniej niż straże powstrzymać próby żydowskich wypraw po żywność. W tym czasie głód coraz bardziej doskwierał mieszkańcom Jerozolimy. Żydzi, którzy wyprawiali się po żywność, często wpadali w ręce Rzymian, co kończyło się ukrzyżowaniem. Po wzniesieniu muru otaczającego miasto nawet tak ryzykowna operacja zdobycia prowiantu okazało się niemożliwa. Ludzie zaczęli umierać na ulicach. Na dachach pełno było wychudzonych kobiet i dzieci. Chłopcy i młodzieńcy opuchli z głodu snuli się po placach i umierali, gdzie śmierć ich dopadła. Z powodu dużej liczby trupów nie nadążano z grzebaniem zmarłych, zaczęło także brakować miejsca na groby. Dlatego powstańczy dowódcy nakazali strącać zwłoki z murów w wąwozy pod nimi. Coraz większa liczba mieszkańców postanawiała uciec do Rzymian. Jednakże tym, którzy wcześniej umierali z głodu, a teraz obfitym jedzeniem obciążali żołądki, pękały wnętrzności. Uciekinierzy nagminnie połykali złote monety, aby nie zostali ograbieni. Gdy dowiedzieli się o tym najemnicy syryjscy, zaczęli ich zabijać i rozpruwać. Tytus zakazał czynić to w obozie, więc Rzymianie zabijali zbiegów schwytanych przed dotarciem do obozu. Gdy wieść ta dotarła do mieszkańców Jerozolimy, liczba uciekinierów znacznie zmalała. Nędza i głód spowodowały, że ludzie żywili się korą z drzew, mierzwą, gryzoniami oraz owadami. Józef Flawiusz odnotował nawet przypadek kanibalizmu – pewna matka zabiła swego syna, upiekła ciało i połowę spożyła.

## Upadek twierdzy Antonii

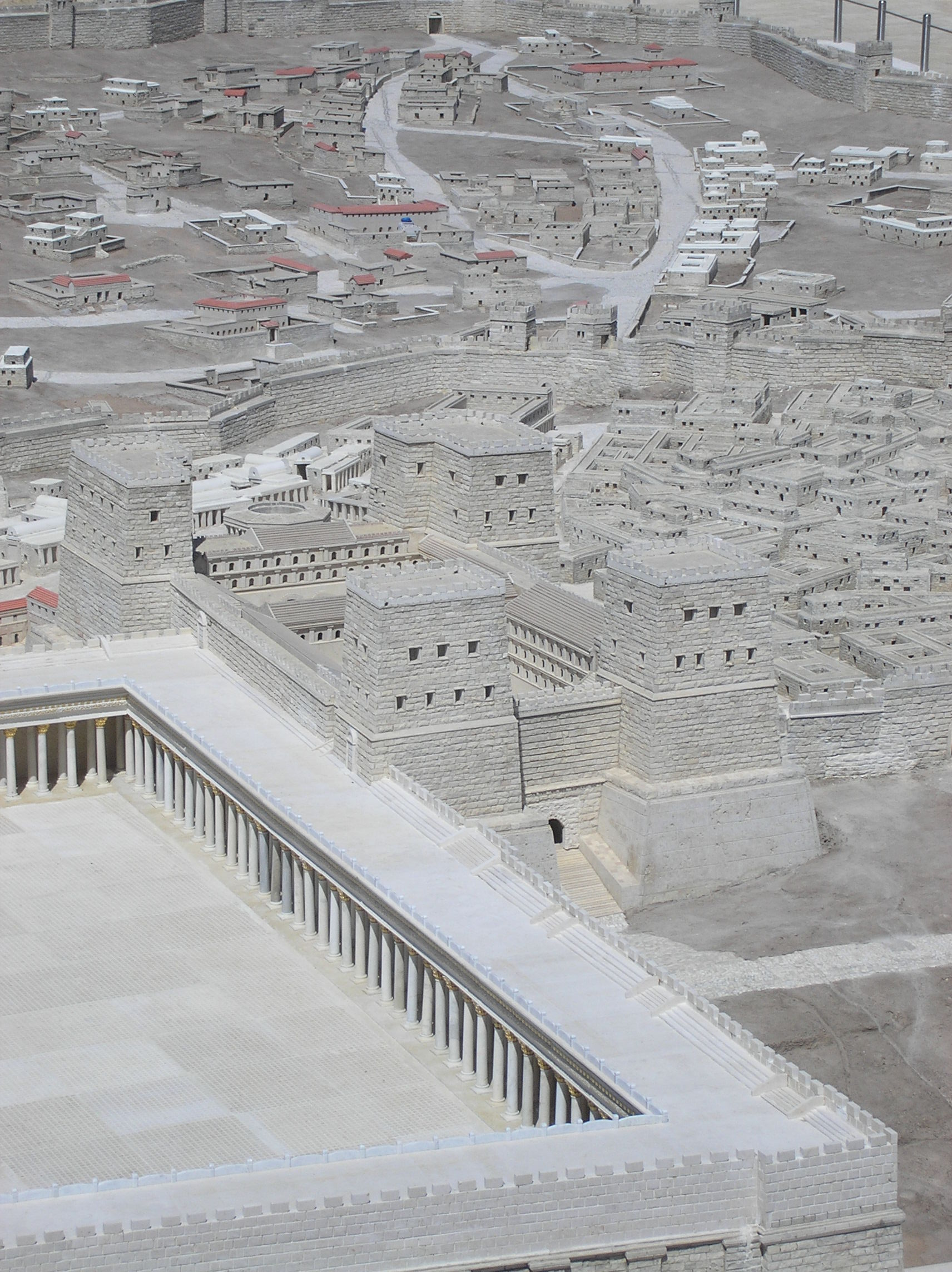
Model twierdzy Antonii

Rzymianie na nowo wznieśli nasypy wokół Antonii. Jednakże tarany nie mogły skutecznie przebić się, gdyż mur obronny był tak dobrze zbudowany, że nie można było naruszyć olbrzymich kamieni. Dopiero gdy zostały rozbite niższe jego części, mur ostatecznie ustąpił, ukazując kolejny, pospiesznie wzniesiony przez Jana z Gischali. Był to ogromny zawód dla Rzymian. Jednakże gdy w nocy 24 lipca niewielka grupa legionistów wspięła się na ten mur, zastając straże śpiące, zamordowała je i zaczęła natychmiast grać na trąbach, które przynieśli ze sobą. Wywołało to panikę wśród obrońców, którzy uważali, że cała rzymska armia znalazła się w obrębie murów. Walki, które toczyły się w ciemnościach, spowodowały po obu stronach znaczne straty. Często dochodziło do przypadków walki Rzymian z Rzymianami i Żydów z Żydami. W końcu atakującym udało się opanować twierdzę. Następnie wdarli się do podziemnego przejścia prowadzącego z zamku do Przybytku Świątyni, lecz w ciasnym tunelu Żydom udało się wyprzeć ich z dziedzińca Świątyni i w ten sposób ograniczyć efekty szturmu tylko do samej Antonii. Rzymianie natychmiast przystąpili do jej zburzenia, aby umożliwić wprowadzenie do walki większej liczby żołnierzy. Zostawili tylko jedną wieżę jako punkt obserwacyjny.

## Oblężenie i zniszczenie Świątyni

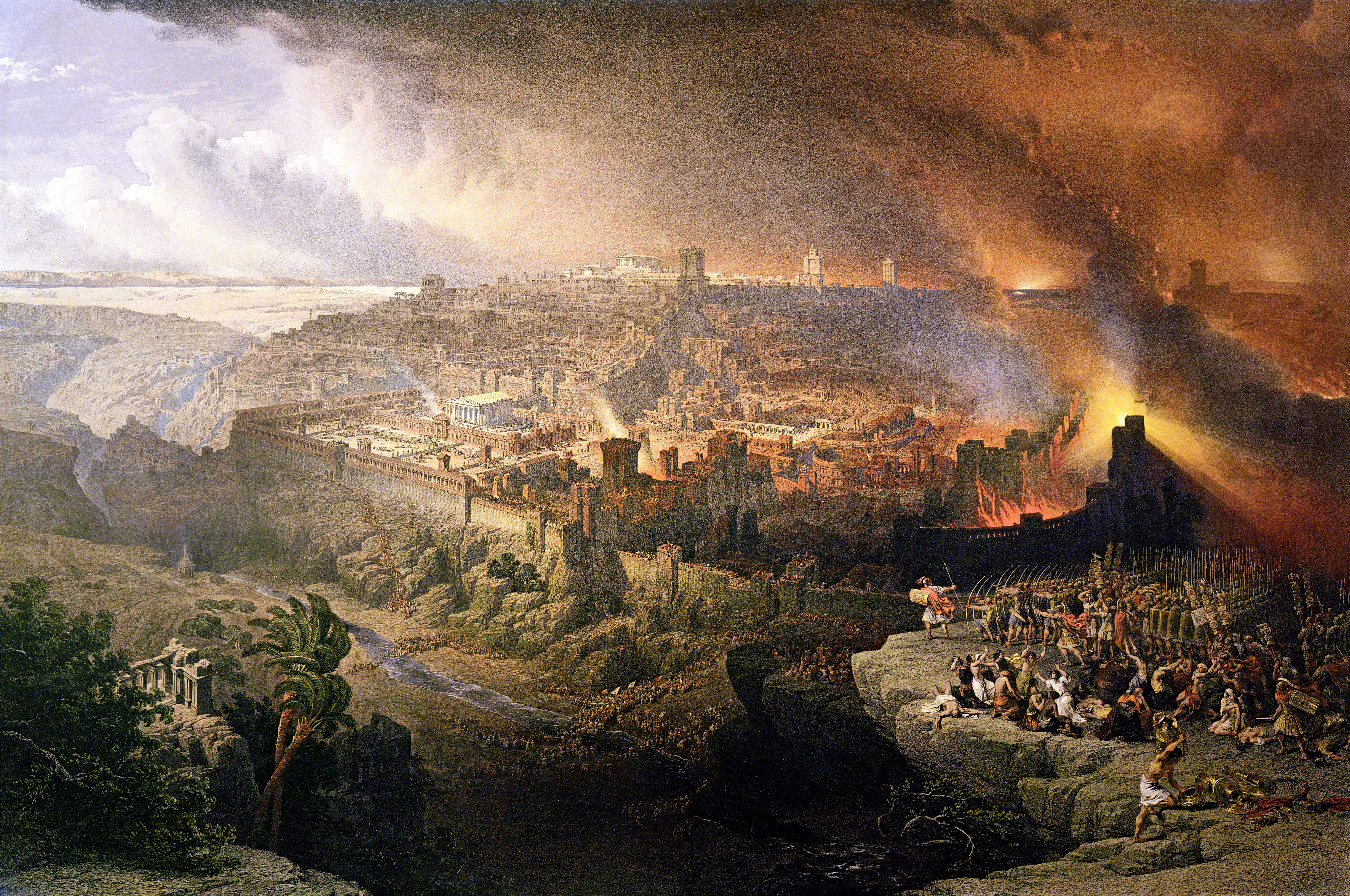
Oblężenie i zniszczenie Jerozolimy, David Roberts (1850)

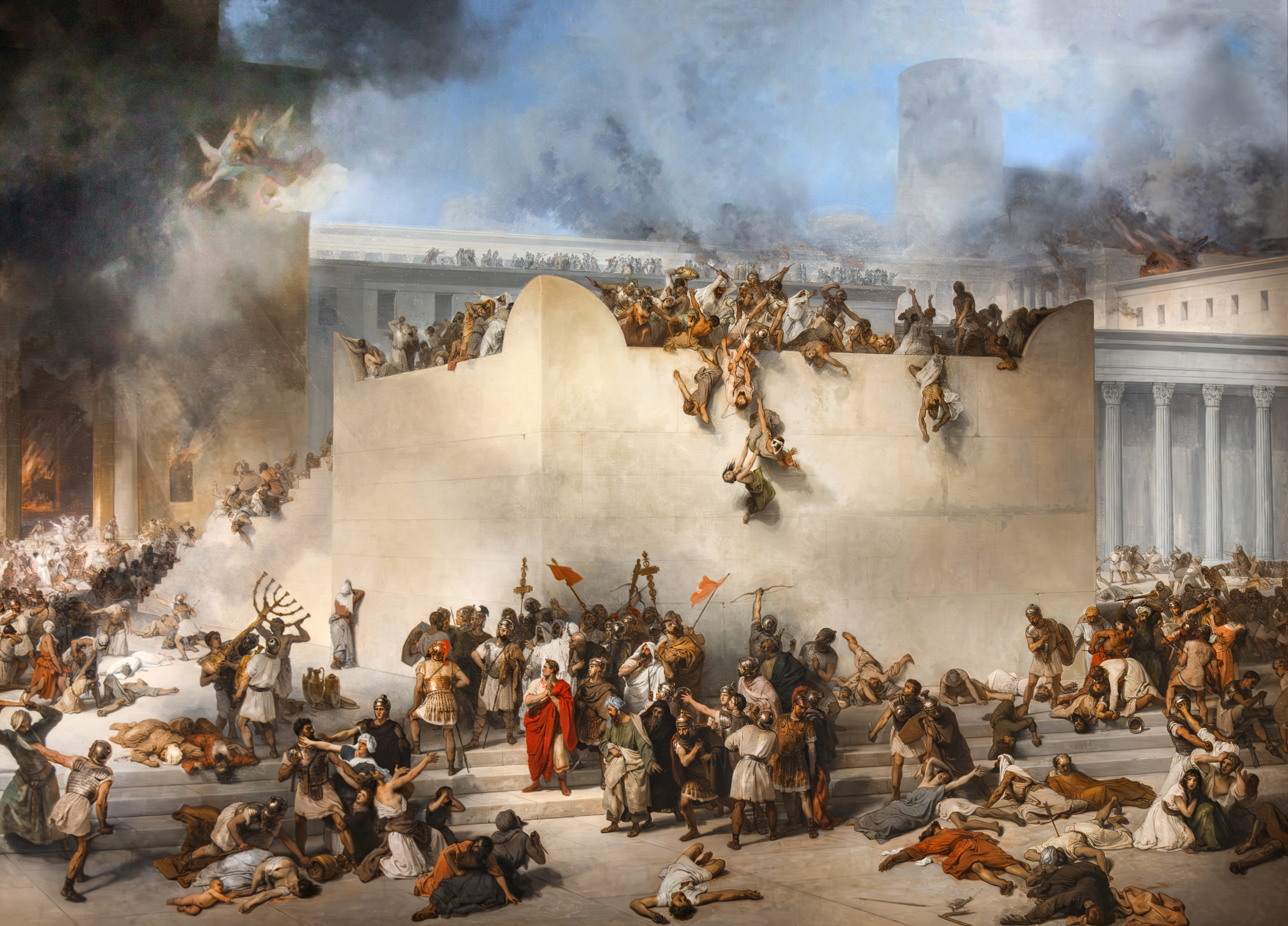
Zniszczenie Świątyni Jerozolimskiej, Francesco Hayez (1867)

Po upływie siedmiu dni od zdobycia Antonii zamek został całkowicie zniszczony. Rzymianie podjęli na nowo prace niezbędne do dalszego oblężenia i wznieśli nasypy od strony portyku północnego i zachodniego oraz od strony północno-zachodniego narożnika. Żydzi natychmiast podpalili część portyku, która łączyła się z Antonią (10 sierpnia). W kilka dni później ostentacyjnie opuścili portyk zachodni. Rzymianie pospiesznie go zajęli i ginęli w ogniu, gdyż Żydzi zastawili tam pułapkę. 27 sierpnia dwa nasypy zostały ukończone i do akcji weszły tarany. Jednakże wielkość kamieni w murze nie dawała nadziei na powodzenie ataku. Kiedy również próba wejścia na mury po drabinach nie powiodła się, Tytus rozkazał podpalić bramy i ogień rozszerzył się wewnątrz murów, niszcząc pozostałe portyki. Następnego dnia Tytus zwołał naradę wyższych dowódców, w której udział brali między innymi szef sztabu, Tyberiusz Juliusz Aleksander, oraz prokurator Judei, Marek Antoniusz Julianus. Miano zdecydować czy Świątynia Jerozolimska ma zostać zniszczona. Tytus stał stanowczo na stanowisku, aby świątynię ocalić. Takie stanowisko podzielało większość doradców Tytusa, zwłaszcza Tyberiusz Aleksander, co było echem życzenia księżniczki Berenike.
29 sierpnia doszło do szturmu. Któryś z legionistów podczas walki na dziedzińcu zewnętrznym rzucił płonącą żagiew do okienka w zabudowaniu Świątyni właściwej. Ogień trafił na materiał łatwopalny i natychmiast się rozprzestrzenił. Tytusowi zameldowano o pożarze, gdy odpoczywał w namiocie. Natychmiast tam pobiegł, zamierzając podobno ratować Przybytek, lecz było już za późno. Rzymianie wdarli się właśnie na dziedziniec zewnętrzny, mordując nawet bezbronnych. Wiele kobiet i dzieci szukało tu schronienia, uważając to miejsce za najbezpieczniejsze. Jakiś samozwańczy prorok wołał po ulicach, że każdy, kto znajdzie się w obrębie Świątyni, zostanie w sposób cudowny uratowany. Wokół wielkiego ołtarza piętrzyły się stosy poległych. Legioniści myśląc tylko o skarbach, jakie Żydzi rzekomo mieli mieć, wzniecili pożar także wewnątrz Świątyni, aby w zamieszaniu zagrabić jak najwięcej. Ktoś podłożył żagiew u wejścia, a od niej zajęła się ciężka zasłona, zwisająca za podwojami bramy. Tak spłonęła świątynia jerozolimska.

## Zdobycie Górnego Miasta

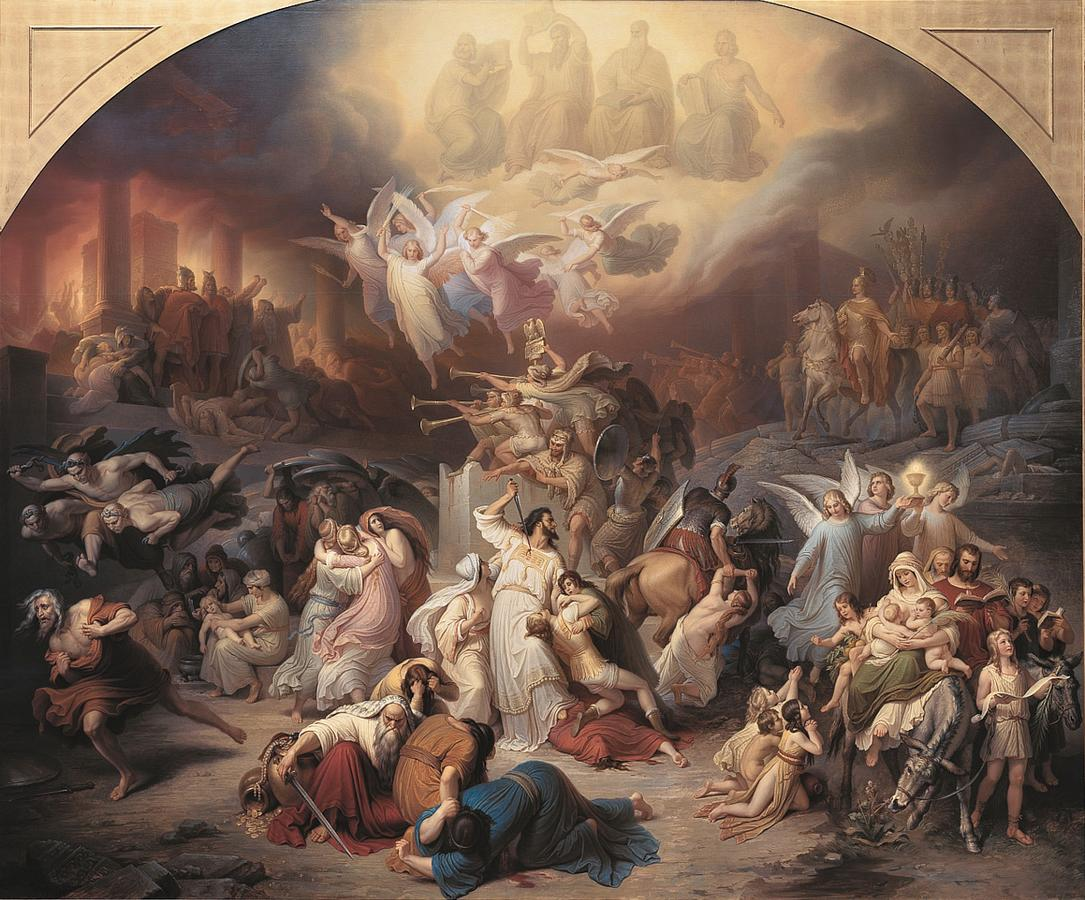
Zniszczenie Jerozolimy, Wilhelm von Kaulbach (1846)

Tylko jednej grupie powstańców, którzy bronili Świątyni, udało się przebić przez kordon i przedostać do jedynego jeszcze miejsca w Jerozolimie nieopanowanego przez Rzymian. Ponieważ całe wzgórze świątynne znalazło się w rękach rzymskich, ostatni powstańcy skupili się w Górnym Mieście, z rozpaczą widząc zwycięskie obchody Rzymian. Poprosili więc Tytusa o możliwość wyjścia z miasta z rodzinami i udania się na pustynię. Tytus, który był gotowy darować im życie, rozgniewał się tymi wymaganiami, przerwał rokowania, a także pozwolił żołnierzom na podpalenie i splądrowanie miasta oraz na postępowanie z jego mieszkańcami, jak tylko będą chcieli. Nazajutrz Rzymianie rozpoczęli natarcie przy jednoczesnym paleniu Jerozolimy, poczynając od Dolnego Miasta.
Rzymianie początkowo mordowali wszystkich, których ujęli na zajętym terenie, lecz po pewnym czasie zmienili postępowanie i tych, którzy byli nieuzbrojeni, sprzedawali w niewolę. Losu tego uniknęli tylko obywatele miasta, gdyż Tytus nakazał puścić ich wolno i według Józefa Flawiusza w ten sposób ocalało czterdzieści tysięcy ludzi (większość Żydów była w Jerozolimie przybyszami, którym wybuch wojny uniemożliwił powrót w strony rodzinne).
Obrońcy w końcu zabarykadowali się w pałacu królewskim, paląc wszystko za sobą. Począwszy od 8 września Rzymianie zaczęli systematyczne prace ziemne, przygotowując się do szturmu. 25 września, po ukończeniu nasypów, udało się Rzymianom zrobić wyłom w murze. Wśród powstańców wybuchła panika, każdy zaczął myśleć tylko o uratowaniu swojego życia. Pałac wraz z wieżami padł bez bitwy i stanął w płomieniach. Ostatnia noc obrony Jerozolimy (26 września) była jasna od pożaru.
Tytus nakazał zaprzestać mordowania ujawniających się mieszkańców. Następnie Rzymianie przystąpili do selekcji jeńców. Jednych przeznaczyli do triumfalnego pochodu w stolicy imperium, innych do ciężkich robót w Egipcie, a jeszcze innych na igrzyska do cyrków. Pozostali mieli zostać sprzedani jako niewolnicy. Podczas przetrząsania ruin zwycięskie oddziały znalazły w podziemiach ostatnich obrońców, a wśród nich Szymona bar Giora oraz Jana z Gischali. Pierwszy został stracony w Rzymie po triumfalnym pochodzie, a drugi zakończył życie w więzieniu.

## Odpowiedzialność za losy Świątyni

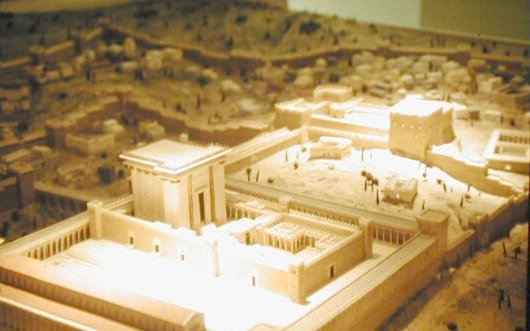
Model Drugiej Świątyni

Według Józefa Flawiusza (Wojna żydowska 6.4.3) w czasie narady wyższych dowódców 28 sierpnia, kiedy miano zadecydować o losach Przybytku, Tytus miał nakazać za wszelką cenę ochronić Świątynię przed zniszczeniem. Jednakże nadmiar stronniczości u Józefa, który zawsze usiłował przedstawić swojego opiekuna w jak najkorzystniejszym świetle, wywołuje wśród historyków wątpliwości co do wiarygodności jego przekazu.
Z kolei Kroniki Sulpicjusza Sewera (II,30) podają, że Tytus uważał, iż Świątynię trzeba doszczętnie zniszczyć. Znaczna część historyków uważa, że Sulpicjusz mógł czerpać z zaginionych obecnie ksiąg Dziejów Tacyta. Tacyt zapewne w owych księgach zawarł opis tego wydarzenia, gdyż na początku piątej księgi nadmienił, że ma zamiar zdać sprawę z ostatnich chwil Jerozolimy. Najprawdopodobniej oparł swoją relację na wspomnieniach bezpośredniego uczestnika narady, Marka Antoniusza Julianusa, o którym Minucjusz Feliks (w Octavius 33,4) wspomniał, że napisał dzieło, w którym samych Żydów obarczał winą za los, jaki ich spotkał.
Kasjusz Dion pisze: Powstańcy (...), choć byli tylko garstką walczącą z daleko wyższą siłą, nie zostali pokonani, dopóki część Świątyni nie została podpalona. Później ochoczo ginęli, niektórzy rzucili się na miecze Rzymian, niektórzy zabijali się nawzajem, inni sami odbierali sobie życie, a jeszcze inni rzucili się w płomienie.